# Acid butyric
Acid butyric (từ tiếng Hy Lạp βούτυρος = bơ), còn được gọi theo tên hệ thống là acid butanoic, là một acid carboxylic với công thức cấu tạo CH3CH2CH2-COOH. Nó được tìm thấy trong bơ ôi, pho mát parmesan, các chất nôn mửa, mùi cơ thể và có mùi khó chịu cũng như vị chua hăng, nhưng có dư vị hơi ngọt (tương tự như ether). Acid butyric có thể được nhiều loài động vật có vú với khả năng phát hiện mùi tốt như chó, phát hiện ở ngưỡng 10 ppb, trong khi người có thể phát hiện ra nó nếu nồng độ là trên 10 ppm.

## Tính chất
Acid butyric là một acid béo tồn tại ở dạng este trong mỡ động vật và dầu thực vật. Glyceride của acid butyric chiếm 3-4% trọng lượng bơ. Khi bơ bị ôi, acid butyric được giải phóng ra khỏi glyceride do thủy phân tạo ra mùi khó chịu của sản phẩm. Nó là thành viên quan trọng của phân nhóm acid béo gọi là các acid béo mạch ngắn. Acid butyric là một acid yếu với pKa bằng 4,82, tương tự như acid acetic với pKa bằng 4,76. Độ mạnh tương tự nhau của các acid này được tạo ra nhờ cấu trúc kết thúc chung của chúng -CH2COOH. Acid butyric có tỷ trọng riêng 0,096 g/cm³ và phân tử lượng 88,1051; vì thế 1 lít acid butyric tinh khiết chứa khoảng 10,8961 mol.
Acid butyric là chất lỏng không màu dạng dầu, đóng băng ở -8 °C; sôi ở 164 °C. Nó dễ dàng hòa tan trong nước, ethanol, ether nhưng bị lắng xuống nếu dung dịch của nó có bổ sung calci chloride. kali dichromat và acid sulfuric oxy hóa nó thành carbon dioxide và acid acetic, trong khi kali permanganat oxy hóa nó thành dioxide carbon. Muối Ca(C4H7O2)2•H2O, là hóa chất ít hòa tan trong nước nóng hơn so với nước lạnh.
Acid clohydric có đồng phân cấu trúc gọi là acid isobutyric (acid 2-metylpropanoic).

## Sản xuất
Acid butyric hay sự lên men của nó được tìm thấy dưới dạng hexyl ester (hexyl butanoat) trong tinh dầu của Heracleum giganteum (một loài độc hoạt) và dạng octyl ester (octyl butanoat) trong củ cải vàng (Pastinaca sativa); nó cũng được nhận thấy trong các chất lỏng của thịt và trong mồ hôi.
Nó được sản xuất trong công nghiệp bằng lên men đường hay tinh bột, làm xảy ra bằng cách bổ sung pho mát đang thối rữa, với calci carbonat thêm vào để trung hòa các acid hình thành trong quá trình sản xuất. Sự lên men butyric hóa của tinh bột được hỗ trợ bằng cách bổ sung trực tiếp loài vi khuẩn Bacillus subtilis. Các muối và ester của acid butyric gọi là butanoat.

### Lên men butanoat
Butanoat được sản xuất như là sản phẩm cuối trong quá trình lên men được thực hiện chỉ duy nhất bằng các vi khuẩn kỵ khí cưỡng bức. "Trà" kombucha lên men có chứa acid butyric như là kết quả của sự lên men. Kiểu lên men này được Louis Pasteur phát hiện năm 1861. Các chủng vi khuẩn gây lên men sinh ra butanoat là:
- Clostridium acetobutylicum
- Clostridium butyricum
- Clostridium kluyveri
- Clostridium pasteurianum
- Fusobacterium nucleatum
- Butyrivibrio fibrisolvens
- Eubacterium limosum

Cách thức lên men này bắt đầu bằng thủy phân glucose với việc chia cắt glucose thành 2 phân tử pyruvat, như xảy ra ở phần lớn các sinh vật. Pyruvat sau đó bị oxy hóa thành Acetyl-CoA sử dụng cơ chế duy nhất có sự tham gia của hệ thống enzym gọi là pyruvat-ferredoxin oxidoreductase. Hai phân tử carbon dioxide (CO2) và hai phân tử hydro (H2) được tạo thành như là phế phẩm từ quá trình này. Sau đó:
| Phản ứng                                                     | Enzym chịu trách nhiệm             |
| Acetyl-CoA chuyển hóa thành acetoacetyl coenzym A            | acetyl-CoA-acetyl transferase      |
| Acetoacetyl coenzym A chuyển hóa thành β-hydroxybutyryl CoA  | β-hydroxybutyryl-CoA dehydrogenase |
| β-hydroxybutyryl CoA chuyển hóa thành crotonyl CoA           | crotonase                          |
| Crotonyl CoA chuyển hóa thành butyryl CoA (CH3CH2CH2C=O-CoA) | butyryl CoA dehydrogenase          |
| Nhóm phosphat thay thế CoA để tạo ra butyryl phosphat        | phosphobutyrylase                  |
| Nhóm phosphat kết hợp ADP để tạo ra ATP và butyrat           | butyrat kinase                     |

ATP được sinh ra, như có thể thấy, trong bước cuối cùng của sự lên men. Ba phân tử ATP được sinh ra từ mỗi phân tử glucoza, một năng suất tương đối cao. Phương trình cân bằng cho quá trình lên men này là:
C6H12O6 → C4H8O2 + 2CO2 + 2H2

### Lên men aceton và butanol
Một vài loài vi khuẩn tạo thành aceton và butanol theo kiểu khác, với khởi đầu là lên men butyrat. Một số loài là:
- Clostridium acetobutylicum: loài vi khuẩn sản xuất aceton và butanol tốt nhất, được sử dụng trong công nghiệp
- Clostridium beijerinckii
- Clostridium tetanomorphum
- Clostridium aurantibutyricum

Các loài vi khuẩn này bắt đầu bằng lên men butanoat như nói trên đây, nhưng khi pH thấp hơn 5, chúng chuyển sang sản xuất butanol và aceton nhằn ngăn chặn sự hạ thấp pH tiếp theo. Hai phân tử butanol được tạo ra đối với mỗi phân tử aceton.
Sự thay đổi phương thức diễn ra sau sự hình thành acetoacetyl CoA. Trung gian này sau đó chọn một trong hai kiểu cách có thể:
- Acetoacetyl CoA → acetoacetat → aceton
- Acetoacetyl CoA → butyryl CoA → butanal → butanol.

### Vai trò sinh học
Các loại chất sợi, xơ dễ lên men như cám yến mạch, pectin và đậu guar được các vi khuẩn đường ruột chuyển hóa thành các acid béo mạch ngắn, trong đó có butyrat.
Butanoat có các hiệu ứng đa dạng và dường như ngược đời đối với sự tăng trưởng, phân hóa và chết tự nhiên của các tế bào và nó có thể là hỗ trợ-khối u hoặc chống-khối u, phụ thuộc vào các yếu tố như mức độ phơi nhiễm, khả năng có sẵn của các chất nền trao đổi chất khác cũng như môi trường nội bào. Butanoat được một số người cho là có khả năng bảo vệ chống ung thư ruột kết. Tuy nhiên, không phải mọi nghiên cứu đều hỗ trợ cho tác dụng hóa liệu phòng ngừa này, và sự thiếu thống nhất (cụ thể là giữa các nghiên cứu in vivo và in vitro) về tác dụng của butyrat đối với ung thư ruột kết được gọi là "nghịch lý butyrat". Có nhiều nguyên nhân cho tác dụng rất khác biệt này, trong đó bao gồm các khác biệt giữa các môi trường in vitro và in vivo, thời lượng chỉ định butanoat, khối lượng chỉ định, nguồn (thường là các xơ dinh dưỡng) như là các yếu tố gây bối rối tiềm năng, cũng như tương tác với các chất béo dinh dưỡng. Tổng thể, các nghiên cứu gợi ý rằng các lợi ích hóa liệu phòng ngừa của butanoat phụ thuộc một phần vào khối lượng, thời gian phơi nhiễm đối với tiến trình sinh khối u, và kiểu của chất béo trong khẩu phần dinh dưỡng. Các khẩu phần ăn ít carbohydrat như khẩu phần Atkins làm giảm lượng butanoat sinh ra trong ruột kết.
Acid butyric cũng gắn liền với khả năng ngăn chặn, ức chế chức năng của các enzym histon deacetylase, vì thế làm tăng trạng thái acetyl hóa của các histon trong tế bào. Các histon acetyl hóa có ái lực thấp đối với DNA so với các histon không acetyl hóa, do sự trung hòa về điện tích tĩnh điện. Nói chung, người ta cho rằng các tác nhân sao chép sẽ không thể tiếp cận các khu vực trong đó các histon liên kết chặt chẽ với DNA (nghĩa là không acetyl hóa, như heterochromatin). Vì vậy, người ta cho rằng acid butyric làm tăng độ hoạt động sao chép như là các tác nhân hoạt hóa, mà thông thường bị điều chỉnh giảm/chặn lại do hoạt động của enzym histon deacetylase.

## Sử dụng
Acid butyric được sử dụng trong điều chế các loại ester butanoat khác nhau. Các ester phân tử lượng thấp của acid butyric, chẳng hạn như methyl butanoat, chủ yếu có mùi vị thơm dễ chịu. Do vậy, chúng được sử dụng như là phụ gia cho thực phẩm và nước hoa. Chúng cũng được dùng trong các phòng thí nghiệm về hóa hữu cơ, để minh họa trong giảng dạy về phản ứng ester hóa Fisher.